# Vogatsikó
Vogatsikó, en grec moderne : Βογατσικό, est un village du dème d'Argos Orestique, district régional de Kastoria, en Macédoine-Occidentale, Grèce.
Selon le recensement de 2011, la population du village s'élève à 543 habitants.